# Sotiria Bellou

Sotiria Bellou (griechisch Σωτηρία Μπέλλου, * 22. August 1921 in Chalkis; † 27. August 1997) war eine griechische Sängerin. Sie gilt als eine der bedeutendsten Vertreterinnen des Rembetiko, der Musik der städtischen Subkultur.

## Leben und Karriere
Sotiria Bellou wurde in Chalia (heute Drossi in Chalkida) geboren. Als sie den Film I prosphygopoula sah, beschloss sie, Sängerin zu werden. Nach einer kurzen Ehe kam sie am 28. Oktober 1940 (dem Tag, als die Italiener Griechenland überfielen) nach Athen und schlug sich dort als Serviererin durch. Als Mitglied des kommunistischen Widerstands wurde sie mehrmals verhaftet. 1947 entdeckte sie der bedeutende Musiker und Komponist Vassilis Tsitsanis, in der Folge wurde sie mit ihren Schallplattenaufnahmen sehr populär. Nachdem in den frühen Sechzigerjahren die Popularität des Rembetiko allgemein zurückgegangen war, gelang ihr 1966 ein Comeback. Nach ihrem Tod 1997 erhielt sie ein Grab im Ersten Athener Friedhof, auf ihren Wunsch in der Nähe des Grabs ihres Förderers Vassilis Tsitsanis.
Sie war eine bekennende Lesbe, zu einer Zeit, als dies in Griechenland unerhört war. Sie verlor viel Geld im Spiel, war großzügig zu ihren Freunden. Ihre Stimme war rau, jede Sentimentalität war ihr fremd. Sie stand stets zu dem, was sie sang. In dieser Authentizität liegt wohl das Geheimnis ihres Erfolgs.

## Diskografie
- 1976: I Archontissa Tou Rebetikou 7
- 1988: Sotiria Bellou
- 1995: Laika Proastia
- 1995: Rebetiko of Sotiria Bellou

### Singles (Auswahl)
- 1972: Zeimpekiko (mit Dionysis Savvopoulos)
- 2023: Zeimpekiko II (mit Dionysis Savvopoulos, Marina Satti & Mikros Kleftis)
- Min Klais (mit Ilias Andriopoulos)
- Mi Mou Xanafygeis Pia
- De Les Kouventa
- Liga Psihoula Agapis Sou Gyrevo